# Myopias densesticta
Myopias densesticta é uma espécie de formiga do gênero Myopias, pertencente à subfamília Ponerinae.